# 立像寺 (金沢市)
立像寺（りゅうそうじ）は、石川県金沢市寺町4丁目にある日蓮宗の寺院。山号は妙布山。旧本山は京都立本寺、潮師法縁。金沢市指定文化財の本堂と鐘楼は金沢市の江戸時代寺社建築を代表する貴重な遺構。充洽園旧蹟。

## 歴史
富山に創建、開山は日治。天正11年（1583年）に河原町（現在の片町）に寺地を拝領、その後元和元年（1615年）所替えとなり現在地に移転した。

## 金沢市指定文化財
- 本堂 : 棟札から寛永15年（1638年）の建立とわかる。享和元年（1801年）側廻りの改造が行われた。日蓮宗本堂建築としての平面や空間をよく残し屋根は寄棟造。元は柿葺であったと考えられる。
- 鐘楼 : 梵鐘銘などから元禄元年（1688年） 頃の建立と考えられる。重層入母屋造桟瓦葺。

## 歴代
- 優陀那院日輝（22世）

## 参考資料
- 日蓮宗寺院大鑑編集委員会『宗祖第七百遠忌記念出版 日蓮宗寺院大鑑』大本山池上本門寺 (1981年)